# 八田康介
八田 康介（やつだ こうすけ、1982年3月17日 - ）は、福岡県大川市出身のサッカー指導者、元サッカー選手。ポジションはディフェンダー（センターバック）。

## 来歴
小学校4年生の時にサッカーを始める。中学生時は隣県のJFLクラブ・鳥栖フューチャーズの下部組織でプレーした。1997年にスポーツ特待生として柳川高等学校に進学。目立った実績は挙げられなかったが、1999年には国体に出場し、Jリーグ・アビスパ福岡の強化指定選手として登録されたことで注目を集めた。
2000年、サンフレッチェ広島へ入団。プロ同期入団は、森崎和幸・浩司兄弟、駒野友一、松下裕樹、山形恭平、中山元気。高いポテンシャルを見せたが、公式戦ではそれを発揮できなかった。2005年にサガン鳥栖にレンタル移籍、主力として活躍した。2006年から広島へ復帰するも、相次ぐ監督交代も影響し、なかなかアピールできなかった。
2007年にFC東京へ完全移籍。シーズン序盤は負傷離脱選手が多くセンターバックのレギュラーが固まらずにいたが、八田も半月板損傷 などにより出遅れたため、ベンチ入り出来たのはシーズン終盤になってからだった。DF茂庭照幸の出場停止を受けて第33節大宮戦で先発起用されたが、出場はこの1試合にとどまった。
空中戦の強さを評価され、2008年に横浜FCへ移籍。主力として活躍したが2009年限りで契約満了により退団。
2010年に徳島ヴォルティスへ、2011年にはSC相模原へ移籍。いずれも1年で退団した。
2012年はアビスパ福岡の練習生として練習に参加。DF山口和樹が怪我で長期離脱した事もあり、選手登録期限 締切直前の3月28日に加入が発表された。福岡ではリーグ戦無出場に終わり、同シーズン限りで現役を引退。2013年より同クラブ下部組織の監督に務める。2014年、B級指導者ライセンス取得。2014年より中国杭州緑城クラブU17-18、2016年より、中国杭州緑城クラブU19-20で活動する。
2018年よりギラヴァンツ北九州トップチームコーチに就任。同年11月、ギラヴァンツ北九州との契約満了により退任することが発表された。
2019年1月、なでしこリーグ1部に所属するINAC神戸レオネッサのヘッドコーチに就任することが発表された。
2020年1月13日、ニッパツ横浜FCシーガルズのヘッドコーチに就任した。同年10月、神野卓哉に替わる監督代行として2試合を指揮し、14日付で監督に就任した。シーズン終了後、ヘッドコーチに復任（要田勇一が監督に就任）。
2021年12月8日、ニッパツ横浜FCシーガルズヘッドコーチ退任が発表され、2022年2月7日にFCバレイン下関の監督就任が発表された。

## 所属クラブ
- 大野島スポーツ少年団[11] (大川市立大野島小学校)[4]
- 鳥栖フューチャーズジュニアユース[11] (大川市立大川南中学校)[4]
- 柳川高等学校
  - 1999年  アビスパ福岡 (強化指定選手)
- 2000年 - 2006年  サンフレッチェ広島F.C
  - 2005年  サガン鳥栖 (期限付き移籍)
- 2007年  FC東京
- 2008年 - 2009年  横浜FC
- 2010年  徳島ヴォルティス
- 2011年  SC相模原
- 2012年  アビスパ福岡

## 個人成績
| 国内大会個人成績 | 国内大会個人成績 | 国内大会個人成績 | 国内大会個人成績 | 国内大会個人成績 | 国内大会個人成績 | 国内大会個人成績 | 国内大会個人成績 | 国内大会個人成績 | 国内大会個人成績 | 国内大会個人成績 | 国内大会個人成績 |
| 年度             | クラブ           | 背番号           | リーグ           | リーグ戦         | リーグ戦         | リーグ杯         | リーグ杯         | オープン杯       | オープン杯       | 期間通算         | 期間通算         |
| 年度             | クラブ           | 背番号           | リーグ           | 出場             | 得点             | 出場             | 得点             | 出場             | 得点             | 出場             | 得点             |
| 日本             | 日本             | 日本             | 日本             | リーグ戦         | リーグ戦         | リーグ杯         | リーグ杯         | 天皇杯           | 天皇杯           | 期間通算         | 期間通算         |
| ---------------- | ---------------- | ---------------- | ---------------- | ---------------- | ---------------- | ---------------- | ---------------- | ---------------- | ---------------- | ---------------- | ---------------- |
| 2000             | 広島             | 28               | J1               | 0                | 0                | 0                | 0                | 0                | 0                | 0                | 0                |
| 2001             | 広島             | 28               | J1               | 3                | 0                | 2                | 0                | 0                | 0                | 5                | 0                |
| 2002             | 広島             | 18               | J1               | 7                | 0                | 4                | 0                | 2                | 0                | 13               | 0                |
| 2003             | 広島             | 18               | J2               | 24               | 0                | -                | -                | 1                | 0                | 25               | 0                |
| 2004             | 広島             | 18               | J1               | 3                | 0                | 0                | 0                | 0                | 0                | 3                | 0                |
| 2005             | 鳥栖             | 18               | J2               | 29               | 2                | -                | -                | 2                | 0                | 31               | 2                |
| 2006             | 広島             | 2                | J1               | 4                | 0                | 4                | 0                | 0                | 0                | 8                | 0                |
| 2007             | FC東京           | 4                | J1               | 1                | 0                | 0                | 0                | 0                | 0                | 1                | 0                |
| 2008             | 横浜FC           | 3                | J2               | 30               | 1                | -                | -                | 0                | 0                | 30               | 1                |
| 2009             | 横浜FC           | 3                | J2               | 26               | 2                | -                | -                | 1                | 0                | 27               | 2                |
| 2010             | 徳島             | 22               | J2               | 0                | 0                | -                | -                | 0                | 0                | 0                | 0                |
| 2011             | 相模原           | 26               | 関東2部          | 12               | 0                | -                | -                | -                | -                | 12               | 0                |
| 2012             | 福岡             | 22               | J2               | 0                | 0                | -                | -                | 0                | 0                | 0                | 0                |
| 通算             | 日本             | 日本             | J1               | 18               | 0                | 10               | 0                | 2                | 0                | 30               | 0                |
| 通算             | 日本             | 日本             | J2               | 109              | 5                | -                | -                | 4                | 0                | 113              | 5                |
| 通算             | 日本             | 日本             | 関東2部          | 12               | 0                | -                | -                | -                | -                | 12               | 0                |
| 総通算           | 総通算           | 総通算           | 総通算           | 139              | 5                | 10               | 0                | 6                | 1                | 155              | 6                |

- 強化指定選手としての公式戦出場はなし

出場歴
- プロ初出場 - 2001年4月4日ナビスコカップ1回戦第1戦 対アルビレックス新潟戦 (新潟市陸上競技場)
  - 45分上村健一に代わり途中出場、59分警告
- Jリーグ初出場 - 2001年4月7日 対柏レイソル戦 (日立柏サッカー場)[1]
  - 先発フル出場
- Jリーグ初得点 - 2005年4月30日 対ザスパ草津戦 (群馬県立敷島公園県営陸上競技場)[1]

その他の公式戦
- 2011年
  - 第47回全国社会人サッカー選手権大会 3試合0得点
  - 第35回全国地域サッカーリーグ決勝大会 2試合0得点

## 代表歴
- U-18日本代表候補 (1999年)
- U-19日本代表
  - 2000年 - テルボルグ国際ユース大会
- U-20日本代表候補 (2001年)

## 指導歴
- 2013年  アビスパ福岡 U-14監督
  - 2014年 - 2015年  杭州緑城足球倶楽部 U-17コーチ (派遣[35])
- 2016年 - 2017年  FC今治
  - 2016年 - 2017年  杭州緑城足球倶楽部 U-19コーチ (派遣)
- 2018年  ギラヴァンツ北九州トップチームコーチ
- 2019年  INAC神戸レオネッサ ヘッドコーチ
- 2020年 -  2021年  ニッパツ横浜FCシーガルズ
  - 2020年 - 同年10月 ヘッドコーチ
  - 2020年10月 - 同年12月 監督
  - 2021年 ヘッドコーチ
- 2022年  FCバレイン下関 監督

## 監督成績
| 年度 | 所属 | クラブ | リーグ戦 | リーグ戦 | リーグ戦 | リーグ戦 | リーグ戦 | リーグ戦 | カップ戦 | カップ戦  |
| 年度 | 所属 | クラブ | 順位     | 勝点     | 試合     | 勝       | 分       | 敗       | リーグ杯 | 天皇杯    |
| ---- | ---- | ------ | -------- | -------- | -------- | -------- | -------- | -------- | -------- | --------- |
| 2022 | 中国 | 下関   | 2位      | 42       | 18       | 14       | 0        | 4        | -        | 1回戦敗退 |